# 삼각급수
삼각급수(Trigonometric Series)는 아래의 식과 같이 표현되는 급수를 말하며, 삼각급수를 통해 임의의 주기를 갖는 주기함수를 급수로 표현할 수 있다.
{\displaystyle a_{0}+\sum \limits _{n=1}^{\infty }{\left(a_{n}\cos nx+b_{n}\sin mx\right)}}

## 참고도서
Kreyszig, Erwin (1999). 《Advanced Engineering Mathematics 8th ed.》. John Wiley & Sons, INC. ISBN 0-471-15496-2.

## 같이 보기
- 루진-당주아 정리